# HRP-4C

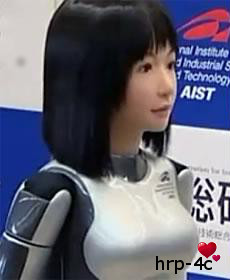
HRP-4C Humanoid girl robot

HRP-4C est un androïde de forme gynoïde japonais.

## Description
Conçu par l’Institut national des sciences et technologies industrielles avancées dans le cadre du Humanoid Robotics Project (en) et de l'UCROA (User Centered Robot Open Architecture), HRP-4C a été dévoilé au public début 2009. 
HRP-4C est un androïde de forme gynoïde qui mesure 1,58 m et pèse 43 kg. Des mini-moteurs sous le masque qui constitue le visage lui permettent de plisser les yeux et d'ouvrir la bouche. Le robot a la capacité de marcher (lentement) sur une surface plane.
Il peut aussi répondre à certaines questions le concernant et exécuter certains ordres : il a été doté du logiciel Vocaloid peu après sa conception.
Sa fonction officielle est le mannequinat,.